# Guillermo Chacón Maldonado
Guillermo Chacón Maldonado (Cádiz, 26 de mayo de 1813 - Madrid, 28 de marzo de 1899) fue un Almirante General (Capitán General hasta 1869 y desde 1912) de la Armada Española durante la Restauración borbónica en España. Además de Almirante General de la Armada Española fue Consejero de Estado, Presidente de la Sección de Guerra y Marina, diputado en Cortes y Caballero de la Orden del Toisón de Oro.

## Carrera militar
A los quince años de edad, ingresó en la Armada y ascendió a los veintiuno a alférez de navío. El primer mando que tuvo fue el de la trincadura Valdés, dos años después de su ascenso a alférez. Llegó a oficial general a los veintinueve años de servicios; a jefe de escuadra, seis años después, y, a vicealmirante, nueve años más tarde.
Mandó la Escuadra de las Antillas desde 1866 a 1868. En esta época, al conocer el manifiesto dirigido a la Marina por los jefes sublevados en Cádiz, no estando conforme con el espíritu que informaba aquel documento, dimitió de su cargo y se mantuvo apartado del servicio hasta la Restauración, época en la que volvió a figurar en el cuadro de los vicealmirantes.
En 1891, por fallecimiento del almirante Hernández Pinzón, llegó al primer puesto de la Marina española. Entre otros cargos que ejerció, se recuerdan los de Consejero de Estado y presidente de la sección de Guerra y Marina de aquel alto Cuerpo, diputado a Cortes, Capitán General del Departamento de Cádiz, redactor del proyecto de ordenanzas generales de la Armada, vicepresidente de la Junta Consultiva, de la Comisión codificadora y de la Junta de oficiales generales para la clasificación de todo el personal de la Armada.

## Senador

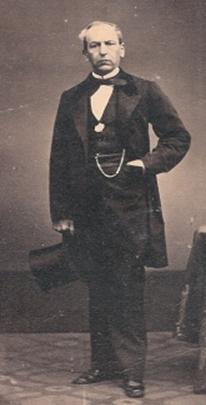
El almirante Guillermo Chacón y Maldonado.

Senador por la provincia de Cádiz durante el bienio 1864-1865.

## Hijos
El 12 de agosto de 1827, se casó en la parroquia de la Concepción de la Laguna (Tenerife, Islas Canarias), con Clara Josefa Ramona de Antequera y Bobadilla de Eslava (12 de agosto de 1827 -, La Laguna) y sus hijos fueron:
1. .-    José Chacón de Antequera, guardiamarina.
2. .-    Clara Chacón de Antequera.
3. .-    Maria Chacón de Antequera, religiosa de la Visitación.
4. .-    Maria de los Milagros Chacón de Antequera, casada con el diputado Luis Gonzaga Bahia Urrutia
5. .-    Guillermo Chacón Antequera.[2]

## Condecoraciones
Se le impusieron las siguientes cruces: 
- de la Marina
- del tercer sitio de Bilbao
- de San Fernando, de Fuenterrabía
- de Villaviciosa de Portugal
- de San Hermenegildo
- de Pio IX
- las grandes de Isabel la Católica, San Hermenegildo, Carlos III (cruz y collar).

Además fue distinguido por mérito naval roja y collar de la Orden del Toisón de Oro.